# Hamaikabat
Hamaikabat (expresión en euskera traducible como 'Muchos en uno' o 'Muchos con un objetivo único', con el acrónimo H1!) fue un partido político español de ideología nacionalista vasca y socialdemócrata cuyo ámbito de actuación era Navarra y País Vasco. Creado a partir de la plataforma Alkarbide, una escisión de Eusko Alkartasuna, fue inscrito en el registro de partidos políticos del Ministerio del Interior el 23 de junio de 2009. El partido fue muy crítico con la izquierda abertzale por su ambigüedad y falta de condena hacia la violencia de ETA y una de sus sedes fue atacada.
El 30 de julio de 2011, tras analizar los malos resultados obtenidos en las elecciones municipales y forales de ese año, sus afiliados y dirigentes decidieron disolver Hamaikabat como partido político, mantenerlo transitoriamente para gestionar los cargos que conservaran y seguir trabajando como plataforma política independiente de los partidos.

## Historia
Tras el VII Congreso de Eusko Alkartasuna (EA) celebrado en San Sebastián en diciembre de 2007, en el que fue elegido presidente de la formación Unai Ziarreta, el partido optó por una nueva línea política orientada a la creación de un llamado «polo soberanista» que agrupara las fuerzas políticas y sindicales soberanistas, incluyendo a EA, Aralar, ELA, LAB y Batasuna, entre otros, de cara a la consecución de la independencia para Euskal Herria. Asimismo tomó la decisión de no repetir coalición electoral con el Partido Nacionalista Vasco (PNV).
Después del fracaso electoral de EA en las elecciones al Parlamento Vasco de 2009, en las que se presentó en solitario, el 1 de junio y sin aguardar al Congreso Extraordinario del partido, la corriente crítica, mayoritaria en Guipúzcoa y liderada por Iñaki Galdos, abandonó el partido bajo el nombre de Alkarbide ('Camino de encuentro' en euskera) aduciendo diferencias irreconciliables con la dirección de EA.
Alegaron entre sus motivos las decisiones «tomadas en foros no oficiales del partido», de las que habían «sido excluidos», y que habían llevado a la dirección a cambiar «la fórmula electoral», en alusión a sus anteriores coaliciones con el PNV en los comicios, y denunciaron que «el constante declive electoral de EA» se debía «sobre todo a una deriva estratégica» que el electorado «no sólo no ha entendido, sino que ha castigado de manera clara», en referencia a la estrategia de la dirección de EA en la creación del llamado «polo soberanista», lo que suponía un acercamiento a la izquierda abertzale y a Batasuna, criticada desde el inicio por el sector crítico por considerarlo un acercamiento al mundo de ETA, hecho desmentido por la dirección de EA.
Entre sus objetivos señalaron la intención de convertir Alkarbide en un partido político nacional, abertzale, democrático, socialdemócrata y comprometido con la paz con la intención de «rescatar la línea fundacional» de EA. Aunque algunos medios afirmaron que el partido fue inscrito en el registro de partidos políticos del Ministerio del Interior el 18 de mayo, su nombre no apareció en dicho registro hasta el 23 de junio.
Por otra parte, el líder del PNV Iñigo Urkullu hizo una oferta de colaboración al nuevo grupo, hecho que fue agradecido por éstos, mientras que el exlíder de EA Carlos Garaikoetxea calificó la escisión como «un daño mortal» a la formación.
Todos los representantes de EA en la Diputación Foral y las Juntas Generales de Guipúzcoa anunciaron su intención de integrarse en Alkarbide sin abandonar sus escaños, lo que fue denunciado por EA como una violación del pacto antitransfuguismo.
A finales de julio de 2009 se anunció que el proyecto político se llamaría definitivamente Hamaikabat y su acrónimo sería H1!. Justificaron la elección de este nombre, a partir del tradicional Zazpiak Bat ('siete en uno', en alusión a los siete territorios vascos), para comenzar a hablar de «muchos con un objetivo único», una posible traducción de Hamaikabat, y anunció que más de cien cargos públicos habían abandonado EA para sumarse a este nuevo proyecto. En ese momento H1! contó con 51 concejales en 25 municipios, siete diputados forales y las alcaldías de Asteasu, Astigarraga, Zarauz y Cegama.
Su congreso fundacional se celebró entre el 27 y 29 de noviembre de 2009, proclamando a Iñaki Galdos como presidente de la nueva formación. Asimismo, a finales de agosto de 2010 Hamaikabat anunciaba que estaba cerca de alcanzar un acuerdo electoral con el PNV, que finalmente se concretó solamente para la provincia de Álava.
En las elecciones forales y municipales de mayo de 2011 Hamaikabat sufrió un auténtico varapalo, en parte por la aparición de Bildu, obteniendo solo doce concejales, con 9.270 votos en Guipúzcoa. A finales de julio, una asamblea extraordinaria decidió su disolución como partido político, proponiendo su transformación en una plataforma política apartidista, y la permanencia de sus cargos electos, que mantuvieron el partido político de manera transitoria.